# Geochelone gymnesica
La tortuga gigante de Menorca (Geochelone gymnesica) es una especie extinta de tortuga criptodira de la familia Testudinidae. Era endémica de la isla de Menorca y habitó durante el Mioceno superior.

## Descubrimiento
Dorothea Minola Bate, en 1914 describió en Menorca una nueva tortuga gigante fósil, que denominó Testudo gymnesious. Más tarde en 1974, su nombre fue revisado por Auffenberg, que la llamó Geochelone gymnesica.
La especie fue encontrada en dos yacimientos por Bate (Cala Es Pou y Caló dels Morts). Más recientemente se ha encontrado un tercer yacimiento en Cap de Binibeca.